# Ronchin
Cet article possède des paronymes, voir Ronchis, Ronchamp et Ronchaux.
Ronchin est une commune française située dans le département du Nord, en région Hauts-de-France. Elle fait partie de la Métropole européenne de Lille.
Ses habitants sont appelés les Bruants ou les Ronchinois.
Connue au IXe siècle sous le nom de Rumcinium, la racine étymologique du nom de la ville est la même que celle du mot « ronce ».

## Géographie

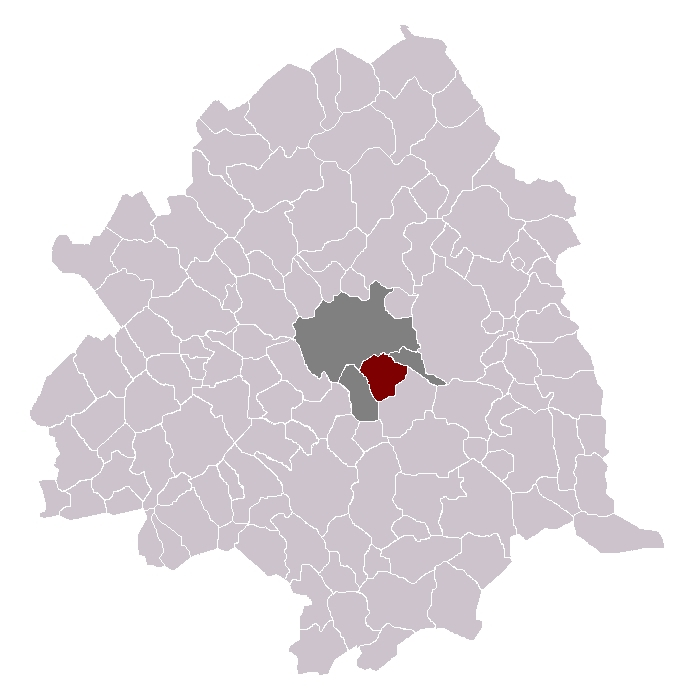
Ronchin dans son canton et son arrondissement.

Ronchin est une commune du sud-est de la banlieue lilloise, localisée dans le Mélantois, en Flandre romane.
Elle est limitrophe des villes de Lille au nord, Lezennes à l'est, Lesquin au sud et Faches-Thumesnil à l'ouest. Son altitude est supérieure à celle de Lille.

### Communes limitrophes
| Lille            |         | Lezennes |
|                  | Ronchin |          |
| Faches-Thumesnil |         | Lesquin  |

### Hydrographie
La commune est située dans le bassin Artois-Picardie. Elle n'est drainée par aucun cours d'eau,.

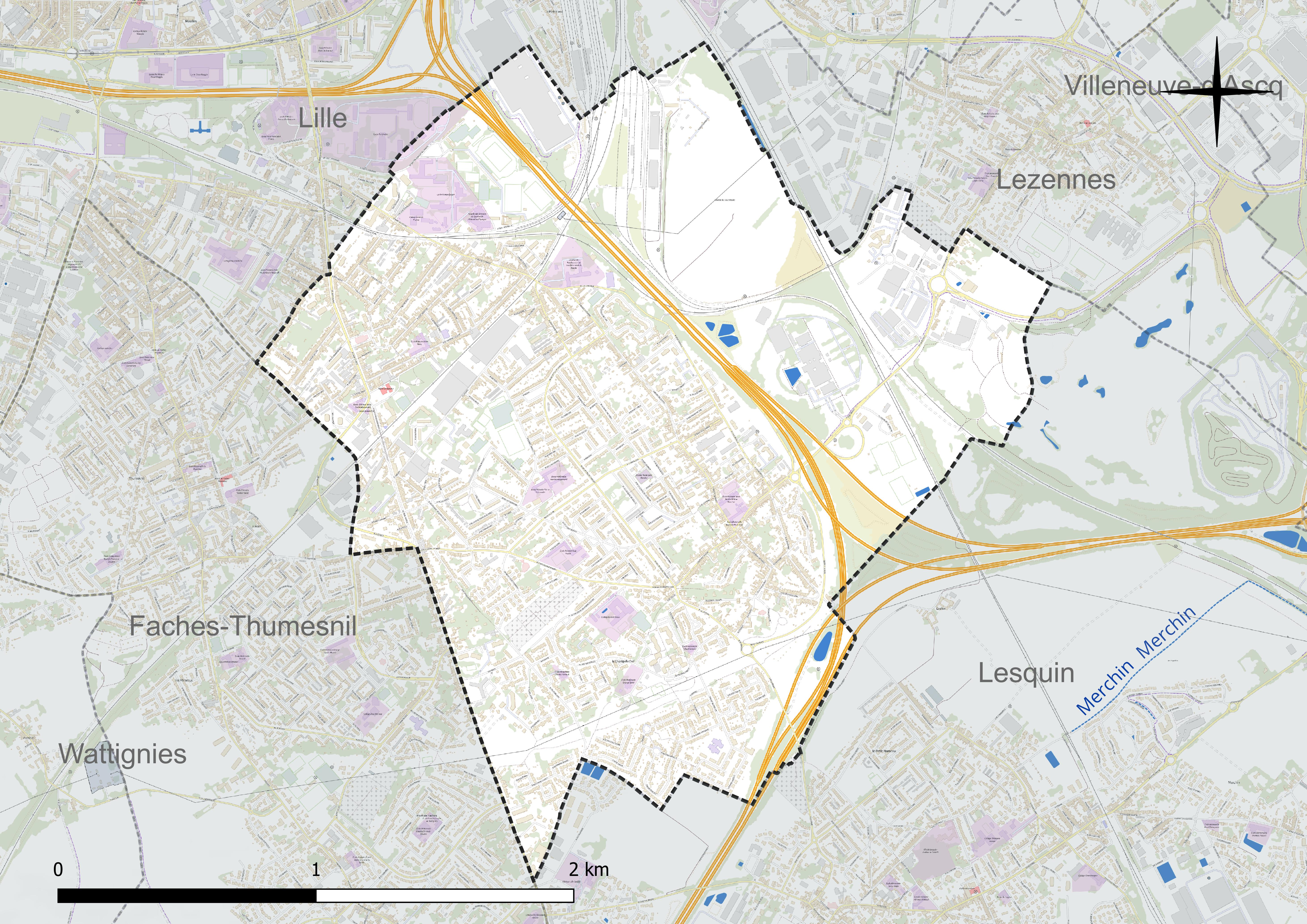
Réseau hydrographique de Ronchin.

### Climat
Pour des articles plus généraux, voir Climat des Hauts-de-France et Climat du Nord.
En 2010, le climat de la commune est de type climat océanique dégradé des plaines du Centre et du Nord, selon une étude du CNRS s'appuyant sur une série de données couvrant la période 1971-2000. En 2020, Météo-France publie une typologie des climats de la France métropolitaine dans laquelle la commune est exposée à un climat océanique et est dans la région climatique  Nord-est du bassin Parisien, caractérisée par un ensoleillement médiocre, une pluviométrie moyenne régulièrement répartie au cours de l'année et un hiver froid (3 °C).
Pour la période 1971-2000, la température annuelle moyenne est de 10,5 °C, avec une amplitude thermique annuelle de 14,2 °C. Le cumul annuel moyen de précipitations est de 715 mm, avec 11,6 jours de précipitations en janvier et 9,2 jours en juillet. Pour la période 1991-2020, la température moyenne annuelle observée sur la station météorologique la plus proche, située sur la commune de Lesquin à 2 km à vol d'oiseau, est de 11,3 °C et le cumul annuel moyen de précipitations est de 740,0 mm,. Pour l'avenir, les paramètres climatiques de la commune estimés pour 2050 selon différents scénarios d'émission de gaz à effet de serre sont consultables sur un site dédié publié par Météo-France en novembre 2022.
| Mois                                  | jan.             | fév.             | mars           | avril           | mai             | juin            | jui.           | août           | sep.           | oct.            | nov.            | déc.             | année      |
| ------------------------------------- | ---------------- | ---------------- | -------------- | --------------- | --------------- | --------------- | -------------- | -------------- | -------------- | --------------- | --------------- | ---------------- | ---------- |
| Température minimale moyenne (°C)     | 1,7              | 1,9              | 3,8            | 5,9             | 9,3             | 12,1            | 14,2           | 14             | 11,4           | 8,4             | 4,9             | 2,3              | 7,5        |
| Température moyenne (°C)              | 4,1              | 4,7              | 7,5            | 10,5            | 13,8            | 16,7            | 18,9           | 18,8           | 15,8           | 11,9            | 7,6             | 4,7              | 11,3       |
| Température maximale moyenne (°C)     | 6,6              | 7,5              | 11,2           | 15              | 18,4            | 21,3            | 23,7           | 23,7           | 20,2           | 15,4            | 10,3            | 7                | 15         |
| Record de froid (°C) date du record   | −19,5 14.01.1982 | −17,8 21.02.1956 | −10,5 13.03.13 | −4,7 09.04.1968 | −2,3 03.05.1967 | 0 02.06.1962    | 3,4 05.07.1964 | 3,9 31.08.1956 | 1,2 23.09.1979 | −4,4 28.10.1950 | −7,8 24.11.1998 | −17,3 29.12.1964 | −19,5 1982 |
| Record de chaleur (°C) date du record | 15,2 18.01.07    | 19 24.02.21      | 24,8 31.03.21  | 27,9 15.04.07   | 31,7 27.05.05   | 34,8 28.06.1947 | 41,5 25.07.19  | 37,1 08.08.20  | 35,1 15.09.20  | 27,8 01.10.11   | 20,3 06.11.18   | 16,1 31.12.22    | 41,5 2019  |
| Ensoleillement (h)                    | 622              | 736              | 1 273          | 1 759           | 1 957           | 2 015           | 2 097          | 1 968          | 1 553          | 1 153           | 617             | 525              | 16 274     |
| Précipitations (mm)                   | 58,2             | 50,8             | 52,1           | 45,3            | 61,6            | 63,7            | 67,8           | 71,3           | 56,8           | 64,1            | 75              | 73,3             | 740        |

### Morphologie urbaine
Il est possible d'établir une frontière géographique entre le nord et le sud. Au nord de la voie de chemin de fer principale se situent des bâtiments similaires à ceux de Lille. Au sud de celle-ci, les habitations sont d'un type plus résidentiel (lotissements, HLM, etc.).
La ville se décompose en quatre quartiers.
Le plus ancien est appelé Grand Ronchin. S'articulant autour de l'église Saint-Rictrude ainsi que le long de la rue Roger Salengro, celui-ci est localisé à l'est et au sud-est de la ville. À son nord, on retrouve le quartier du « Bel air ».
Le Petit Ronchin est situé au nord et est limitrophe de la ville de Lille. C'est là que se trouvent la mairie ainsi que la plupart des commerces ronchinois. On y retrouve les alentours de la mairie ainsi que le quartier dit « des fleurs ».
Le quartier faisant la jonction entre ces deux derniers date de l'après-guerre. De type résidentiel, la Cité Jardins est une suite de lotissements et de barres d'immeubles.
Le Champ du cerf est le quatrième et dernier quartier de la ville. Construit dans les années 1970 au sud-ouest, il présente les mêmes caractéristiques que la Cité Jardins. Celui-ci s'est étendu dans les années 1990 jusqu'au « Mont de Faches ».

## Urbanisme

### Typologie
Au 1er janvier 2024, Ronchin est catégorisée grand centre urbain, selon la nouvelle grille communale de densité à sept niveaux définie par l'Insee en 2022.
Elle appartient à l'unité urbaine de Lille (partie française), une agglomération internationale regroupant 60  communes, dont elle est une commune de la banlieue,,. Par ailleurs la commune fait partie de l'aire d'attraction de Lille (partie française), dont elle est une commune du pôle principal,. Cette aire, qui regroupe 201 communes, est catégorisée dans les aires de 700 000 habitants ou plus (hors Paris),.

### Occupation des sols
L'occupation des sols de la commune, telle qu'elle ressort de la base de données européenne d'occupation biophysique des sols Corine Land Cover (CLC), est marquée par l'importance des territoires artificialisés (92 % en 2018), en augmentation par rapport à 1990 (78 %). La répartition détaillée en 2018 est la suivante : 
zones urbanisées (57,7 %), zones industrielles ou commerciales et réseaux de communication (29,6 %), terres arables (8 %), espaces verts artificialisés, non agricoles (4,6 %). L'évolution de l'occupation des sols de la commune et de ses infrastructures peut être observée sur les différentes représentations cartographiques du territoire : la carte de Cassini (XVIIIe siècle), la carte d'état-major (1820-1866) et les cartes ou photos aériennes de l'IGN pour la période actuelle (1950 à aujourd'hui).

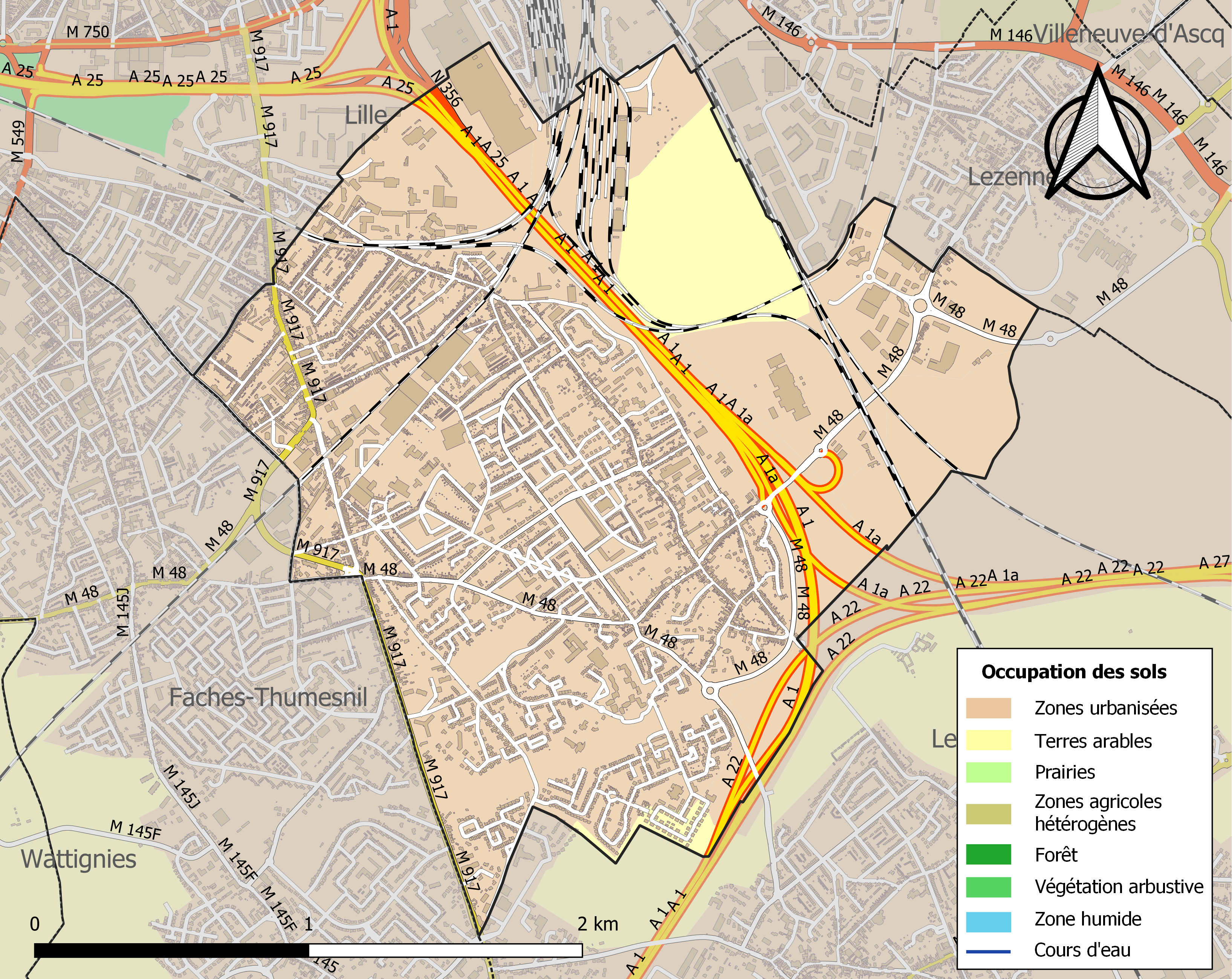
Carte des infrastructures et de l'occupation des sols de la commune en 2018 (CLC).

### Voies de communication et transports

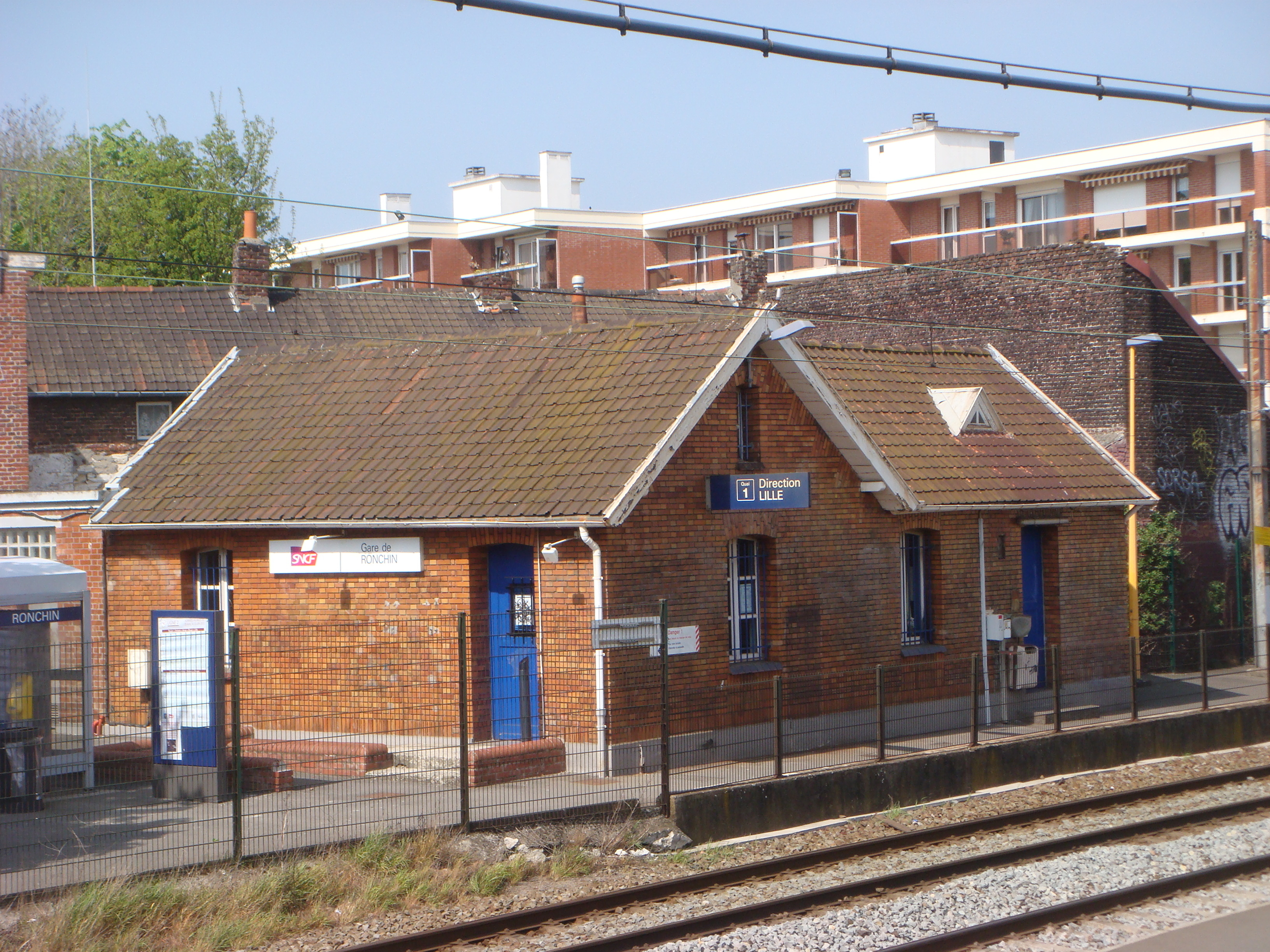
La gare.

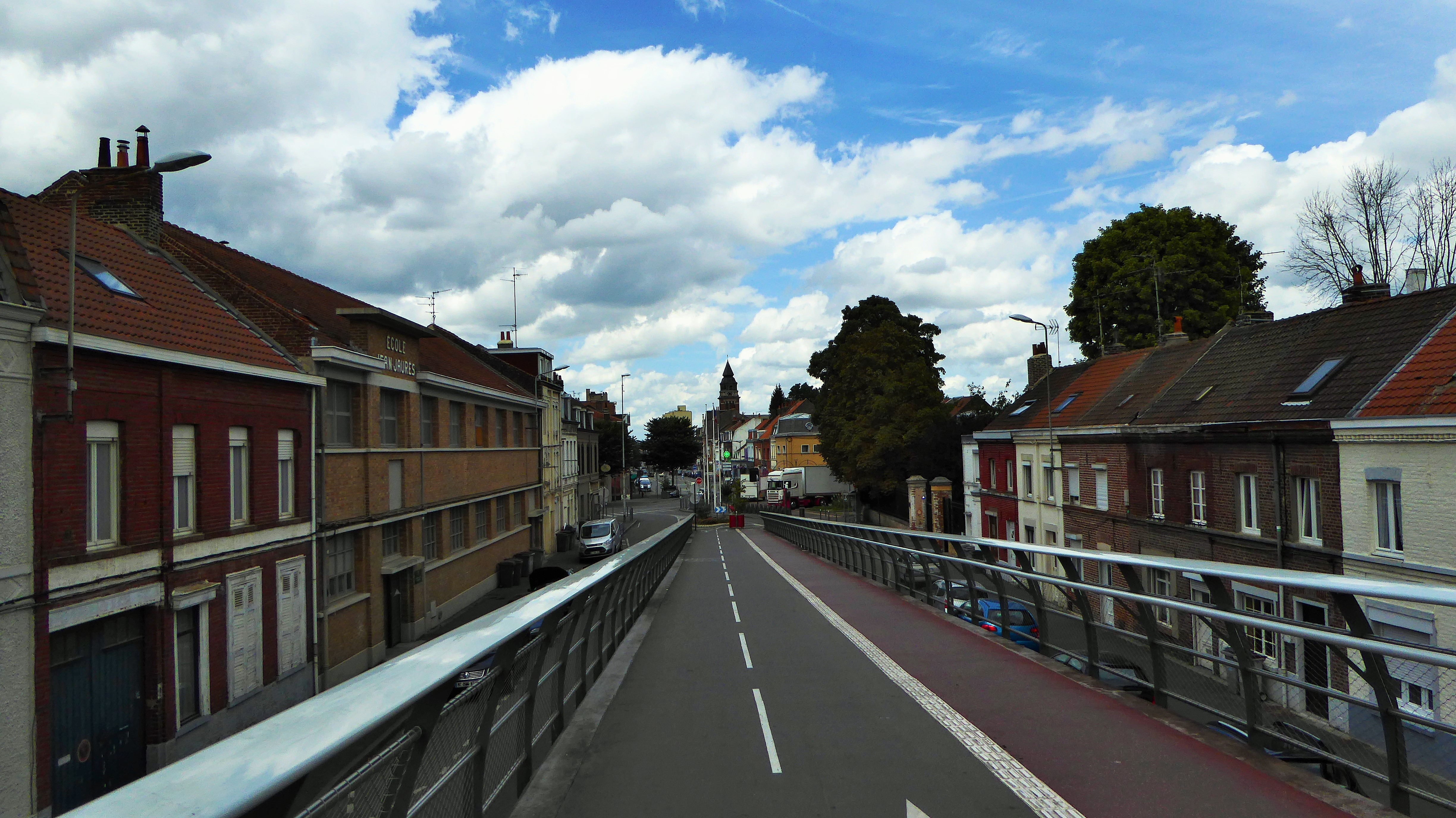
Ancienne passerelle du tramway.

La gare de Ronchin, située sur la ligne classique Paris – Lille, est desservie par des trains TER Hauts-de-France effectuant des missions entre les gares de Lille-Flandres et de Douai.
Ronchin est traversée par l'autoroute A1, la ville dispose d'un échangeur autoroutier dans sa partie orientale. La route départementale 917 traverse également la commune.
Ronchin était desservie par la ligne de tramway E, supprimée en 1963. L'ancien pont du tramway près de la gare est une voie piétons-cycles.
La commune est desservie, en 2023, par la Liane 1, les lignes 15, 67, CO1, Z2 et 919 du réseau Ilévia.
Au 23 octobre 2019, une station Citiz est en place dans la commune, pour effectuer de l'autopartage.

## Histoire
Traces de peuplement avant notre ère, la ville est traversée par d'anciennes voies romaines, notamment celle qui reliait Cassel à Tournai mentionnée dans l'itinéraire d'Antonin qui passait à l'emplacement de l'actuelle rue Anatole-France.
Rumcinium faisait partie du domaine de l'abbaye de Marchiennes au IXe siècle (diplôme de l'empereur Charles II le Chauve aux Archives nationales françaises, daté de 877 confirmant les biens de l'abbaye). Le village fut brûlé par les Lorrains en 1640, occupé par les troupes du roi soleil en 1650, ravagé par la peste en 1663.
Le village de Ronchin, actuel « Grand Ronchin », s'étendait le long de la Grande rue ou rue de Lille, actuelle rue Roger Salengro.
Avant 1860, le village était relié à Lille  par trois chemins qui se rejoignaient à l'entrée de cette rue (place de l'Abbé de l'Épée).
- Le chemin Saint-Sauveur qui passait par la porte Saint-Sauveur de l'enceinte médiévale de Lille dans le prolongement de la rue Saint-Sauveur. Cette porte fut murée en 1575 après l'explosion d'un dépôt de poudre et détruite en 1673[16]. Le tronçon nord de ce parcours direct ainsi condamné fut remplacé par un passage par la route de Douai (actuelle rue de Douai) puis par un chemin correspondant à l'actuelle rue de Valenciennes, retrouvant le chemin  de Saint-Sauveur ou route de  Valenciennes à l'emplacement de l'actuelle porte de Valenciennes. La rue Saint-Sauveur à Ronchin est un  vestige de ce chemin qui aboutissait à l'entrée de la rue principale du Grand Ronchin.
- Le chemin des Malades

Ce chemin sensiblement parallèle au précédent quittait la route de Paris à la sortie de Lille peu après la porte des Malades (nom avant la conquête de Lille par Louis XIV en 1667 de l'actuelle porte de Paris) à un emplacement approximativement situé à l'angle du boulevard Jean-Baptiste-Lebas et de la rue Camille Guérin. Son parcours correspondait à celui des actuelles rue de Maubeuge et Jean-Jaurès (ancienne rue de Ronchin) à Lille dans l'ancienne commune de Moulins-Lille (avant 1858) puis dans le quartier de Moulins de Lille (après l'annexion de cette commune) et se prolongeait en ligne droite jusqu'à la Grande rue de Ronchin. Le court chemin des Malades en impasse à Ronchin est un vestige de cette voie.
- Le chemin de la Justice

Ce chemin au départ de Wazemmes  desservait la Haute justice de Lille sous l'Ancien régime (gibet qui comportait une poutre horizontale supportée par des piliers en pierre, approximativement situé à l'emplacement de la porte d'Arras). Son parcours correspondait aux rues Charles-Quint, du Marché, de la Justice et de Bapaume à Wazemmes, aux rues du Jardin-des-Plantes et  du Capitaine Ferrer dans le faubourg de Douai à Lille à la rue Anatole-France à Ronchin,
.
Ce chemin était également le parcours d'une ancienne voie romaine qui reliait Cassel  à Tournai.
Ce chemin de la Justice s'est également appelé chemin de l'évêque car il était sur le parcours de l'évêque de Tournai à son château de plaisance à Wazemmes situé à l'emplacement de l'actuelle place Philippe-de-Girard.
Le chemin de l'évêque se prolongeait au-delà en ligne droite en direction de Sainghin-en-Mélantois à l'emplacement de l'autoroute A 1.
L'enceinte construite dans les années 1860 à la suite de l'agrandissement de Lille de 1858, interrompt ces  parcours.
- Une grande partie du chemin Saint-Sauveur disparait dans le Champ de Manœuvres qui s'étendait devant la porte de Valenciennes.

- La rue de Ronchin (actuelle rue Jean-Jaurès à Lille) se termine sur le boulevard de Belfort face à ce rempart. Au-delà, du Champ de Manœuvres qui s'étendait  devant l'enceinte entre les portes de Valenciennes et de Douai, on retrouvait un chemin rural, le sentier des Malades (du nom de la porte des Malades ancien nom de la porte de Paris d'où partait ce chemin aboutissant à la grande rue ou rue de Lille du village de Ronchin, l'actuelle rue Roger Salengro).

- Le parcours du chemin de la Justice est interrompu par les fortifications au niveau de la porte d'Arras.

Dès lors, la seule liaison de Lille au Grand Ronchin devient celle de la route de Douai (rues de Douai, du Faubourg de Douai) puis chemin de la Justice (actuelles rues du Capitaine Ferber et Anatole-France).
Le démantèlement des fortifications au cours des années 1920 ne rétablit pas ces anciens parcours routiers. Le Champ de Manœuvres est remplacé par un terrain d'aviation. Ce terrain et  ceux de l'ancienne zone de fortifications sont ensuite  utilisés pour la création du boulevard périphérique, du jardin des plantes et la construction d'établissements scolaires, (école de Plein air, Lycée Faidherbe et lycée Gaston Berger).

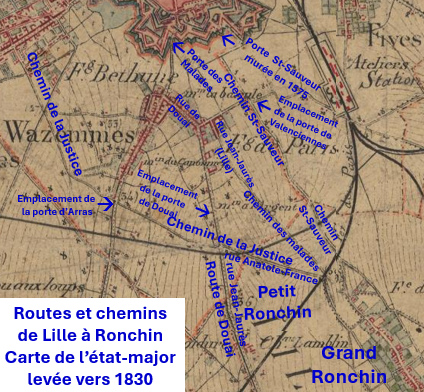
Chemins de Lille à Ronchin vers 1830.
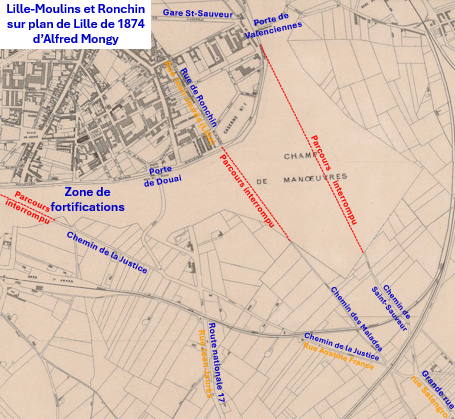
Chemins entre Lille et Ronchin en 1874.

La route de Douai, actuelle rue Jean-Jaurès, et ses environs, le « Petit Ronchin », ne s'urbanise, pour l'essentiel, quu'au cours des trois dernières du XIXe siècle.
L'activité  industrielle se développe à partir de la fin du XIXe siècle.
La ligne de tramway E dessert la Mairie de Ronchin à partir de 1907 avec transbordement au passage à niveau du faubourg de Douai. La ligne est prolongée en 1911 jusqu'à la place de la République grâce à la construction d'un pont dédié au tramway au passage à niveau pour enjamber les voies de la ligne Paris-Lille à côté de la gare de Ronchin. Le transbordement est supprimé en 1949 à la suite de la construction d'un pont remplaçant le passage à niveau du faubourg de Douai. Le terminus est limité à la Mairie en 1955. La ligne supprimée en 1963 est remplacée par la ligne de bus numéro 4.
Aux portes de Lille, elle partage le sort de sa puissante voisine et subit tous les contrecoups des sièges particulièrement celui 1914 où l'armée allemande pénétra dans la ville par la porte de Douai à proximité et subit la très dure occupation de la Première guerre mondiale.
Au début du XXe siècle, un terrain d'aviation s'étendait jusqu'à proximité de la porte de Valenciennes. En 1932, s'y tient un meeting aérien qui rassemble entre quinze mille et vingt mille personnes sur ce terrain alors appelé aéro-club de Lille. Le terrain se développe cours des années 1930 avec la construction de hangars et l'ouverture d'une ligne régulière Lille-Londres en 1938. La piste de 650 mètres pouvait être étendue à 1 200 mètres jusqu'à la rue du faubourg de Douai. Le site du futur aéroport de Lille était débattu. La ville et la Chambre de commerce de Lille étaient favorables à celui de Ronchin mais d'autres emplacements étaient envisagés à Marcq-en-Baroeul ou Bondues avant la décision de l'implantation à Lesquin.
Ce terrain est abandonné après la seconde guerre mondiale, avec la construction de l'autoroute A 1 à son emplacement au début des années 1950.
Pendant la Première Guerre mondiale, Ronchin est occupée par les Allemands, de même que Lille.
Pendant la seconde guerre mondiale, le 25 septembre 1942, Charles Debarge, chef de la résistance communiste, (francs-tireurs et partisans), est blessé au Petit-Ronchin. Il mourra peu après à Arras.
Entre les années 1950 et 1960, les deux parties de Ronchin ont été réunies par un nombre important de maisons qui constituent la Cité jardins. Dans les années 1970, des constructions se sont implantées au lieu-dit « Le Champ du Cerf » et constituent un 4e quartier de la ville. Depuis 1990, un cinquième quartier s'est construit sur les hauteurs dominant le Champ du Cerf.

## Politique et administration

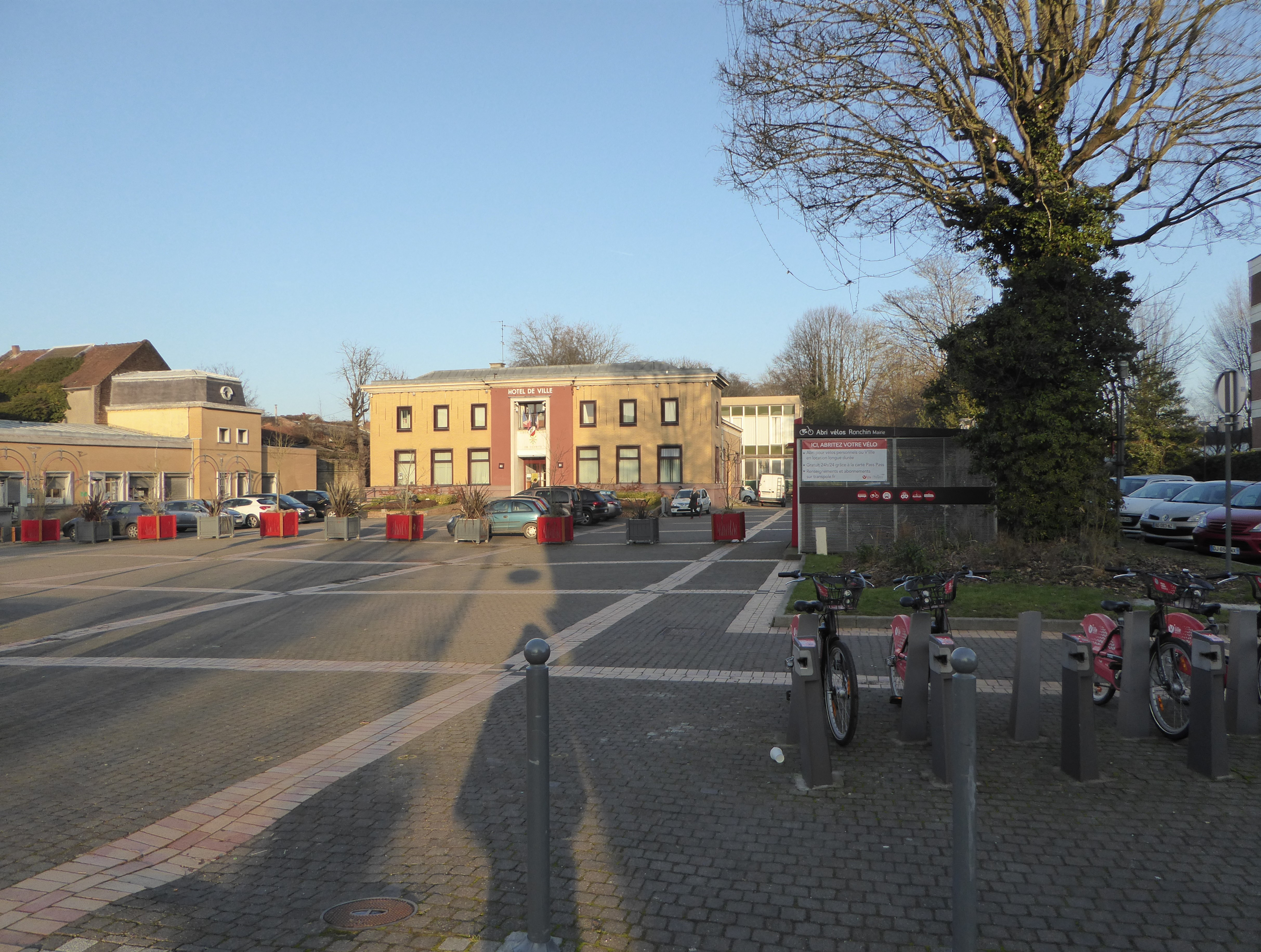
Ronchin- Hôtel de ville (ancien Château Lamblin).

### Liste des maires
À l'issue du premier tour, le 23 mars 2014, aucune liste n'a obtenu la majorité absolue des suffrages, la liste emmenée par Patrick Geenens arrivant en tête avec 39,62 % devant la liste de Thérèse Lesaffre (19,80 %). Fait inédit à Ronchin depuis 1965, il y eut donc un second tour, le 30 mars 2014. Celui-ci prit la forme d'une quadrangulaire (M. Bavye étant seul candidat à n'avoir obtenu un score suffisant pour se maintenir au second tour). À l'issue du second tour, la liste « Ronchin, durable et solidaire » l'emporte et obtient 25 des 33 sièges a pourvoir. Les listes de Thérèse Lesaffre et Patrick Matthews obtiennent 3 sièges chacune tandis que la liste menée par Louis-Alexandre Osinski obtient 2 sièges.

### Jumelages
- Halle (Westf.) (Allemagne) 25 ans de jumelage entre les deux communes en 2009
- Târnăveni (Roumanie)
- Kirkby-in-Ashfield (Angleterre)

## Population et société

### Démographie

#### Évolution démographique
L'évolution du nombre d'habitants est connue à travers les recensements de la population effectués dans la commune depuis 1793. Pour les communes de plus de 10 000 habitants les recensements ont lieu chaque année à la suite d'une enquête par sondage auprès d'un échantillon d'adresses représentant 8 % de leurs logements, contrairement aux autres communes qui ont un recensement réel tous les cinq ans,.

En 2022, la commune comptait 19 436 habitants, en évolution de +1,9 % par rapport à 2016 (Nord : +0,51 %, France hors Mayotte : +2,11 %).
| 1793 | 1800 | 1806 | 1821  | 1831  | 1836  | 1841  | 1846  | 1851  |
| ---- | ---- | ---- | ----- | ----- | ----- | ----- | ----- | ----- |
| 836  | 752  | 875  | 1 007 | 1 326 | 1 425 | 1 460 | 1 565 | 1 634 |

| 1856  | 1861  | 1866  | 1872  | 1876  | 1881  | 1886  | 1891  | 1896  |
| ----- | ----- | ----- | ----- | ----- | ----- | ----- | ----- | ----- |
| 1 710 | 1 780 | 1 990 | 2 204 | 2 415 | 2 650 | 2 906 | 3 163 | 3 513 |

| 1901  | 1906  | 1911  | 1921  | 1926  | 1931  | 1936  | 1946  | 1954  |
| ----- | ----- | ----- | ----- | ----- | ----- | ----- | ----- | ----- |
| 4 245 | 4 785 | 5 561 | 5 821 | 6 746 | 7 815 | 8 799 | 8 775 | 9 763 |

| 1962   | 1968   | 1975   | 1982   | 1990   | 1999   | 2006   | 2011   | 2016   |
| ------ | ------ | ------ | ------ | ------ | ------ | ------ | ------ | ------ |
| 11 455 | 14 030 | 15 319 | 17 367 | 17 937 | 17 999 | 18 761 | 17 971 | 19 074 |

| 2021   | 2022   | - | - | - | - | - | - | - |
| ------ | ------ | - | - | - | - | - | - | - |
| 19 437 | 19 436 | - | - | - | - | - | - | - |

#### Pyramide des âges
La population de la commune est relativement jeune.
En 2018, le taux de personnes d'un âge inférieur à 30 ans s'élève à 40,8 %, soit au-dessus de la moyenne départementale (39,5 %). À l'inverse, le taux de personnes d'âge supérieur à 60 ans est de 20,8 % la même année, alors qu'il est de 22,5 % au niveau départemental.
En 2018, la commune comptait 9 283 hommes pour 10 194 femmes, soit un taux de 52,34 % de femmes, légèrement supérieur au taux départemental (51,77 %).
Les pyramides des âges de la commune et du département s'établissent comme suit.
| Hommes | Classe d’âge | Femmes |
| ------ | ------------ | ------ |
| 0,5    | 90 ou +      | 1,6    |
| 4,6    | 75-89 ans    | 7,7    |
| 13,0   | 60-74 ans    | 14,2   |
| 17,3   | 45-59 ans    | 16,0   |
| 22,4   | 30-44 ans    | 21,2   |
| 19,2   | 15-29 ans    | 18,1   |
| 23,0   | 0-14 ans     | 21,3   |

| Hommes | Classe d’âge | Femmes |
| ------ | ------------ | ------ |
| 0,5    | 90 ou +      | 1,4    |
| 5,3    | 75-89 ans    | 8,1    |
| 14,8   | 60-74 ans    | 16,2   |
| 19,1   | 45-59 ans    | 18,4   |
| 19,5   | 30-44 ans    | 18,7   |
| 20,7   | 15-29 ans    | 19,1   |
| 20,2   | 0-14 ans     | 18     |

## Vie locale

### Économie
Ronchin accueille sur son territoire de nombreuses activités tertiaires (commerces). L'activité industrielle n'est pas absente, ainsi le travail de l'aluminium dans ECL (entreprise), dépendant du groupe Fives, ECL équipant la moitié des usines d'aluminium dans le monde
La chambre régionale des comptes publie le rapport d'observations définitives des exercices 2018 et suivants de la commune de Ronchin le 17 octobre 2024.

### Enseignement

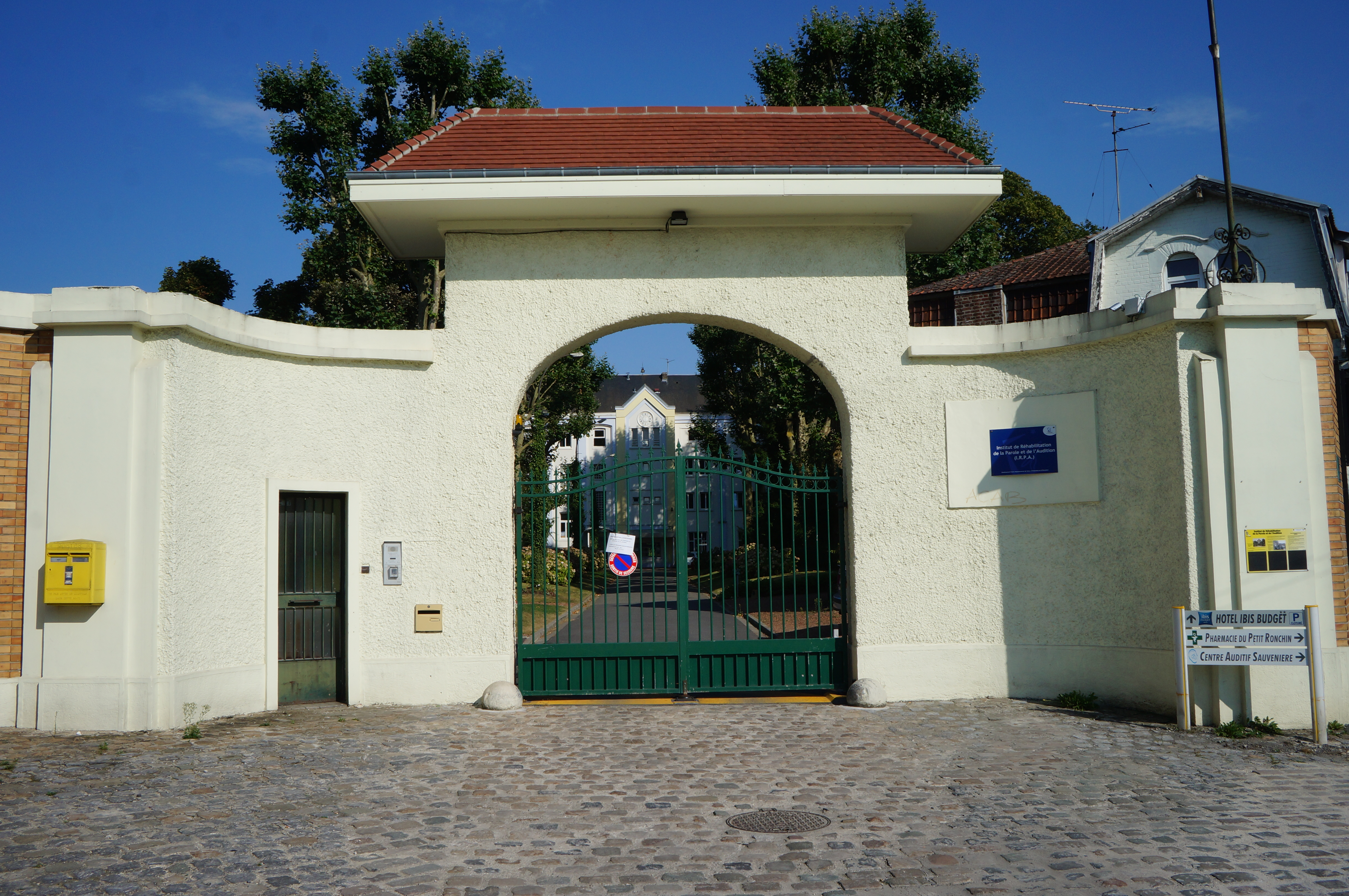
Ronchin-IRPA.

- Le collège Gernez-Rieux va être rénové pour atteindre une certification HQE bâtiment tertiaire, dans le cadre d'un projet du conseil général du Nord. La phase de concours s'effectue en 2009[36].
- L'Institut de Réhabilitation de la Parole et de l'Audition (I.R.P.A.) est un établissement public qui accueille les enfants présentant une déficience auditive dès la confirmation du handicap, de la naissance et jusqu'à l'âge de 20 ans.Établissement public départemental pour soutenir, accompagner, éduquer[37].
- Une partie du campus Moulins-Ronchin de l'Université de Lille y est située.

### Sports

#### Infrastructures

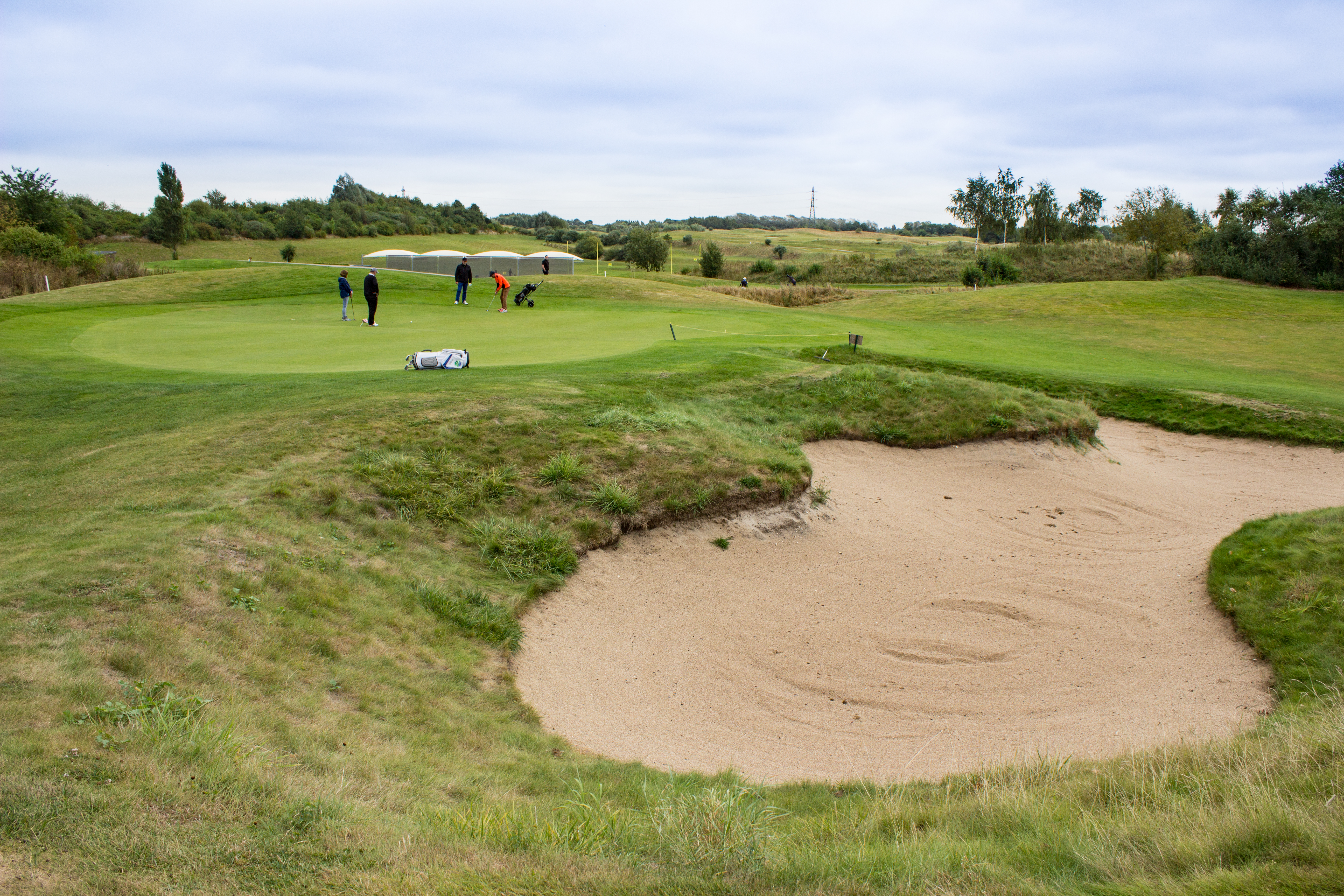
Golf Lille Metropole de Ronchin.

La ville dispose de nombreux équipements sportifs : golf, 3 stades dont un de baseball, 7 salles de sports, de multiples terrains de tennis, piscine, un centre de tir, dojo pour les arts martiaux. Son centre équestre a fermé en 2024.
Ronchin a été élue ville française la plus sportive parmi les villes de moins de 20 000 habitants en 2000. Elle accueille la faculté des sports (STAPS) dépendant de l'Université de Lille.

#### Clubs
La ville accueille de nombreuses associations sportives:
- Arts Martiaux: Arts Martiaux Ronchinois
- Baseball et softball: Dragons de Ronchin
- Basket: Ronchin Basket Club
- Billard : Billard Club du Canon d'Or
- Bowling: Bowling Club LUC
- Boxe: Ronchin Boxing Club
- Cyclisme: Entente Cycliste Faches-Thumesnil Ronchin
- Escalade: Sac à Pof
- Football: Union Sportive de Ronchin
- Flag football: Taureaux, Champions de France 2013
- Golf: Golf Lille Métropole
- Gymnastique: Gym J'aim
- Handball: Mélantois Handball Club Ronchin Fâches-Thumesnil
- Hockey sur gazon: LUC Ronchin Hockey Club
- Lutte: Ronchin Lutte
- Natation: Ronchin Olympique Club (le Roc a été créé en 1972 et compte près de 500 adhérents)
- Multisports, Running, Triathlon: Ronchin Athletic Club - Site du RAC
- Sport et Handicap: ASC, Stade Olympique des Sourds de Ronchin (le Roc possède également une section handisport)
- Tennis: Tennis Club de Ronchin
- Tennis de Table: Espoir pongiste de Ronchin
- Tir: Tir Sportif Ronchinois
- Tumbling: Acrobatic Club de Ronchin
- Volley: Volley Club Ronchinois.

## Culture locale et patrimoine
- Théâtre : Compagnie Bartholo, Les Pandas Partent, les Dragons et le Théâtre de marionnettes. (anciennes associations : les M'as-tu-vu & Cie et Kaléïdoskop')
- Art : club photo, amis des arts...
- Musique : Orchestre d'harmonie, groupes de rock, big band de Jazz, conservatoire communal.

### Lieux et monuments
- Église Sainte-Rictrude (XIIe siècle-XVIe siècle), classée aux Monuments historiques par arrêté le 12 octobre 1920[40],[41].
- Brasserie Jeanne d'Arc (fin XIXe siècle, ancienne « Brasserie Vandamme »). La brasserie a été rachetée par « Brasseurs de Gayant » (Douai) et rebaptisée Brasserie Grain d'Orge en juillet 2002. Le site de la brasserie a arrêté la production de bière en 2005 pour se consacrer uniquement à la logistique.

- Les villas Lebrun, construites en 1906, toutes différentes et disposées en épi sur rue.
- Église du Christ-Ressuscité de l'architecte André Lys, 1957.

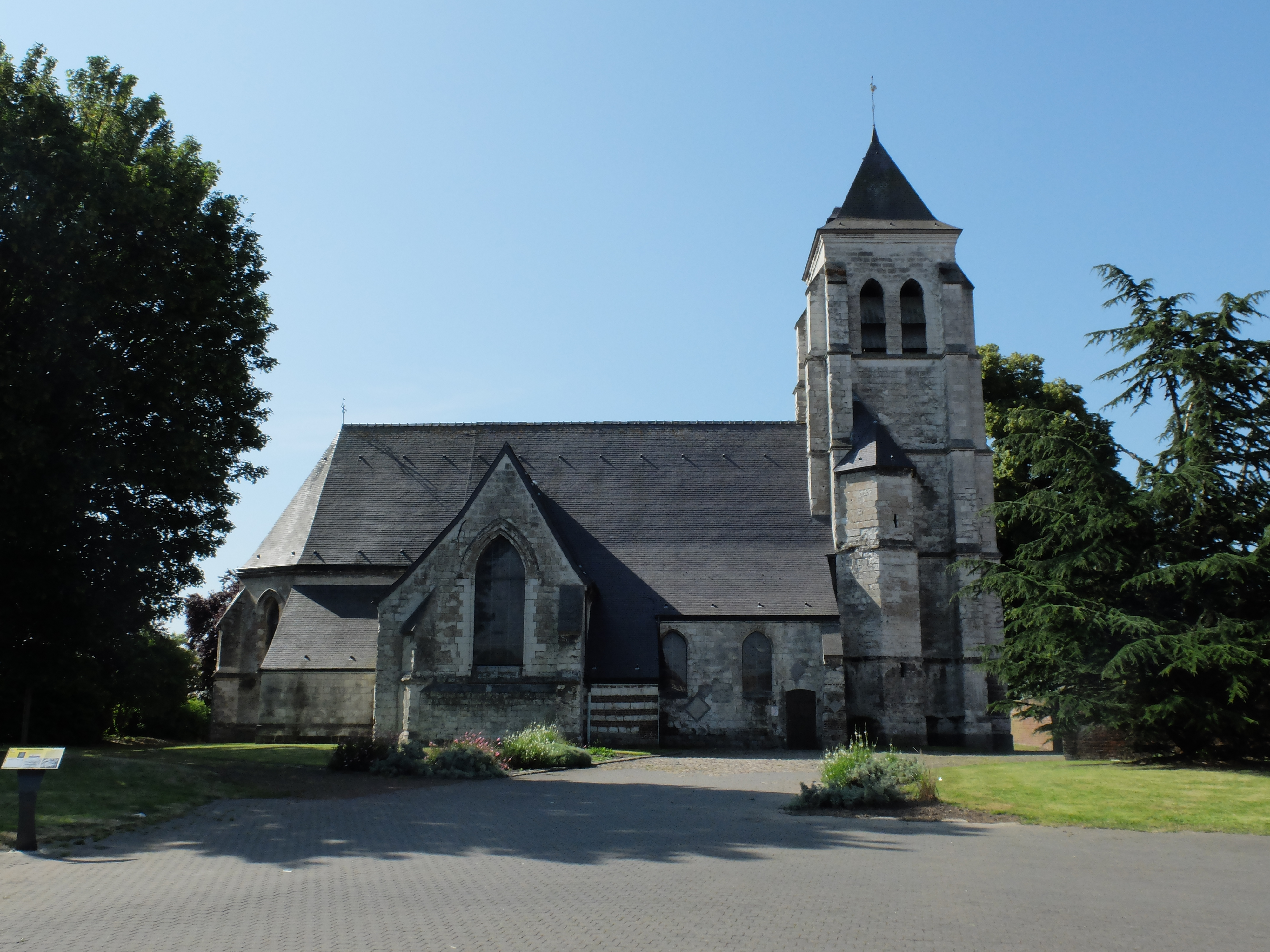
L'église Sainte-Rictrude.
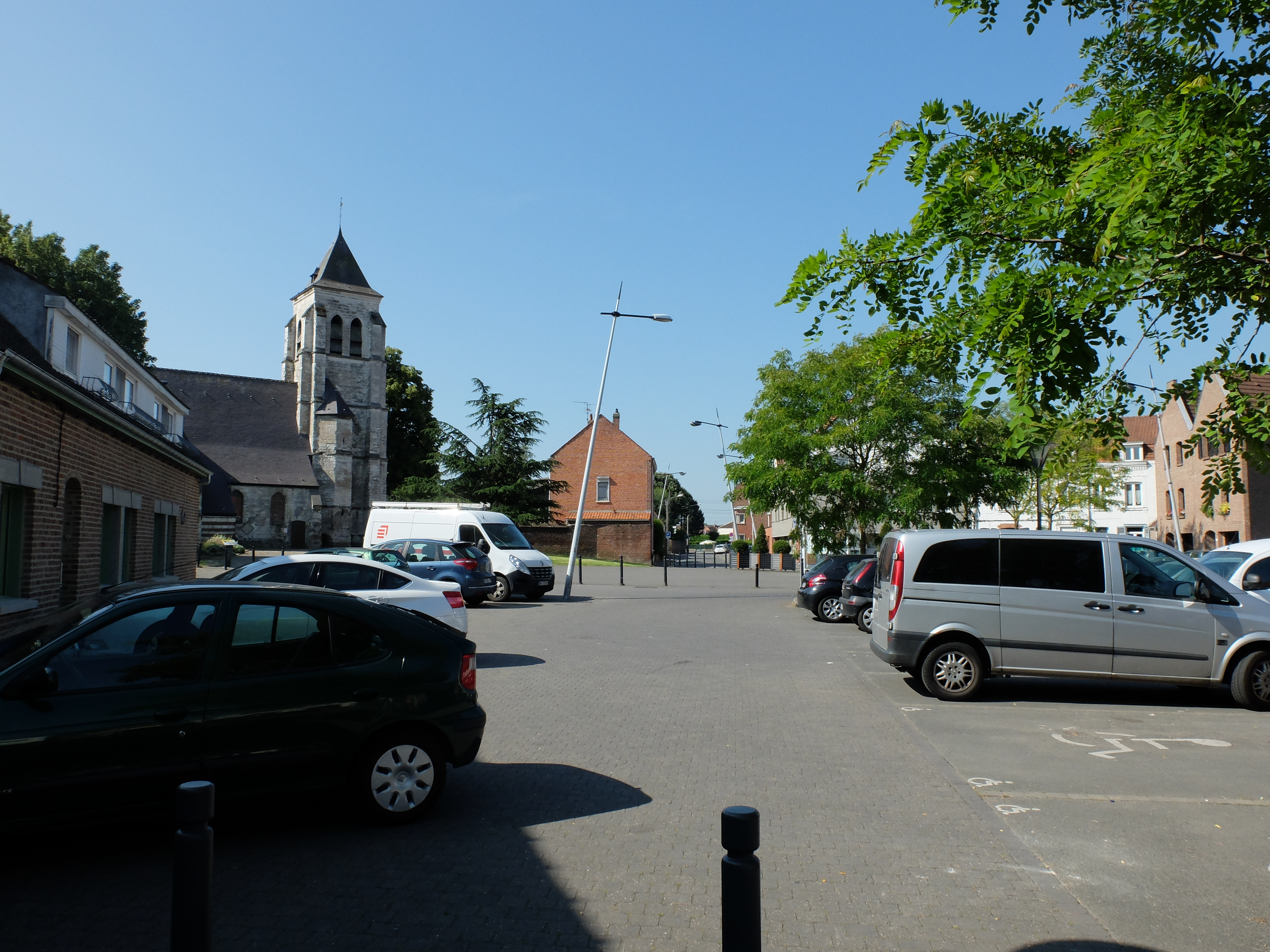
La place de la République.

### Personnalités liées à la commune
- Gaultier de Lille, poète, né à Ronchin au XIIe siècle
- Jocelyn Lemoisne, humoriste, a vécu à Ronchin
- Bruno Coquatrix (homme de spectacles), né à Ronchin
- Claude Vaillant, poète né à Ronchin
- Mig, alias David Laurent, dessinateur né à Ronchin
- Marie-Christine Blandin, sénatrice du Nord, habite Ronchin
- Jean-Pierre Croquet, scénariste de bande-dessinées et novelliste, habitait et enseignait les lettres classiques à Ronchin
- Odette Vercruysse, auteur-compositrice de chants et de poèmes, née à Ronchin en 1925
- Skip the Use, groupe de rock créé en 2008, originaire de Ronchin
- Charles Pennequin, poète
- Fanny Chiarello, romancière
- Pierre Mathiot, politologue et directeur de Sciences Po Lille
- Mourad Aliev, boxeur français, a vécu à Ronchin

À cela s'ajoute une personnalité fictive : Raymond Calbuth, personnage des bandes dessinées de Tronchet.

### Héraldique
| Armes de Ronchin | Les armes de Ronchin se blasonnent ainsi : « D'or à une escarboucle de sable, percée de gueules.» |

Ancien logo de la ville.

## Pour approfondir